# Mac OS X v10.7
Mac OS X 10.7, kodnamn Lion, är ett Unix-operativsystem utvecklat av Apple för Mac-datorer som lanserades den 20 juli 2011. Lion har fått en viss negativ kritik av användare för bland annat en rad buggar och nya "svåra" funktioner. Lion har också ansetts vara mer anpassat för "vanliga" användare, det vill säga icke-professionella.

## Installation av Mac OS X 10.7
Mac OS X 10.7 är den första Mac OS X-versionen någonsin som inte distribueras och säljs som optisk skiva (CD eller DVD). Vid lanseringen kunde systemet endast köpas via Mac App Store för den som hade Mac OS X 10.6.6 eller senare installerad. Den köpta nedladdningsbara installationen av Mac OS X 10.7 kunde dock brännas på en DVD-R-skiva. Några veckor efter lanseringen började Mac OS X 10.7 även att distribueras och säljas som ett USB-minne, dock till ett betydligt högre pris.
10.7 lanserades med systemets texter (i menyer och filnamn) översatt till flera nya språk. Från och med version 10.7.3 (tillgänglig från februari 2012) fanns Safari och Finder översatt till katalanska, efter att Apple redan integrerat en katalansk översättning i IOS sedan 2010..seMall:,m

## Förändringar och förbättringar
- App Store – Ett program introducerat för Mac OS X 10.6 "Snow Leopard" som gör det enkelt att testa och köpa nyttoapplikationer och spel. I Mac OS X 10.7 ingår App Store som standard.
- Mission Control – En samlingsplats för fönsterhantering på datorn. Kompositionshanteraren Exposé, widgt-hanteraren Dashboard och det virtuella skrivbordet Spaces återfinns nu alla på samma plats. Precis som i iOS 4 finns det möjlighet att gruppera olika typer av program i olika enskilda fönster.
- Fullskärmsprogram – Program med stöd kan nus alla applikationer som är installerade på datorn.
- Autosave – Användarens arbete sparas automatiskt när ett programfönster stängs, och arbetet återupptas från samma punkt när programmet startas nästa gång.
- En ny uppdatering av Finder
- En ny inloggningsskärm.
- Nya versioner av Ical, Mail, Safari och Adressbok.
- Går bara att köra på 64-bitars Intel-processorer av typen Intel Core 2 Duo och nyare.
- Versionshantering, en utökning av funktionaliteten i Time Machine, för alla dokument.

## Borttagna funktioner
- Front Row: en mediacenterliknande funktion som funnits till vissa datorer med Mac OS X 10.4 och som standard i Mac OS X 10.5–10.6.
- Rosetta: PowerPC-emulatorn som fanns i Mac OS X 10.4–10.6 för Mac-datorer med Intel-processor.
- Adobe Flash Player: ej längre medföljande. Kan laddas ner från Adobes webbplats och installeras.
- Apple Java Runtime Environment (JRE): medföljer ej installationen, men kan installeras i efterhand när användaren försöker starta ett Java-program.
- iSync: lokalsynkronisering mellan datorn och handhållna enheter (handdatorer och mobiltelefoner) som fanns som standard till och med Mac OS X 10.6. Finns ingen valbar installation för iSync i Mac OS X 10.7, men rapporter talar för att det går att kopiera iSync-programmet från en Mac OS X 10.6-installation till programmappen i Mac OS X 10.7.
- Apples USB-modem: ej längre kompatibel med Mac OS X.

## Systemkrav
Enligt Apple är systemkraven följande:
- Intel Core 2 Duo-processor (eller Core i3, i5, i7 eller Xeon)
- 2 GB RAM
- Cirka 7 GB ledigt diskutrymme
- Mac OS X 10.6.6 (10.6.8 rekommenderas) installerat för uppgradering